# احتشام

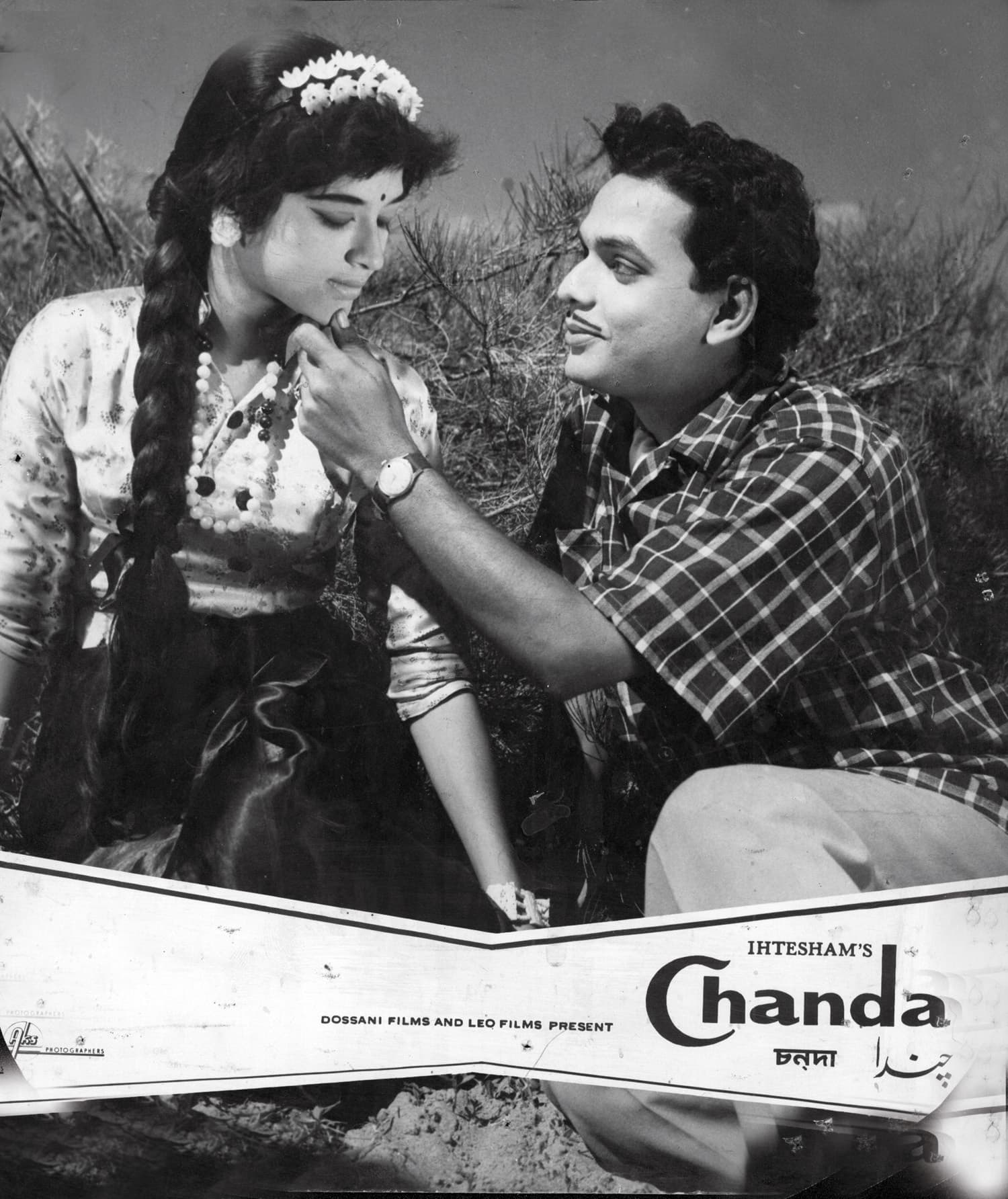
پوستر فیلم چنددا سال ۱۹۶۲ به کارگردانی احتشام و بازیگری شبنم و رحمان

احتشام (انگلیسی: Ehtesham; ۱۹۲۷ – ۱۷ فوریهٔ ۲۰۰۲) با نام اصلی ابو نور احتشام الحق که با نام کاپیتان احتشام نیز شناخته می‌شد کارگردان فیلم اهل بنگلادش و پاکستان بود. وی از یکی از کارگردان پیشرو و برجسته سینمای بنگلادش و پاکستان بوده‌است.